# グラビット・ザ・ラビット
グラビット・ザ・ラビット（Grabbit The Rabbit）は、1999年にイスラエルで放送されたテレビアニメ。日本では2000年7月3日からキッズステーションで何度か放送された。

## キャラクター
グラビット・ザ・ラビット
声 - ?（英語版）、イツィック・セブドフ（イスラエル版）、雨宮正武（日本語版）
エルモア・フォクストン三世
声 - ボビー・ラックス（英語版）、?（イスラエル版）、藤吉浩二（日本語版）
ブリンクリー
声 - ?（英語版）、?（イスラエル版）、東十條（日本語版）
スニークリー・スネークリー
声 - ?（英語版）、ロバート・ヘンニグ、?（イスラエル版）、桃沢博克（日本語版）
レオナルド王
声 - ?（英語版）、エリ・ゴーレンシュタイン、?（イスラエル版）、?（日本語版）
ジャッカル
声 - ?（英語版）、シモン・コーヘン、?（イスラエル版）、?（日本語版）
モーティマー
声 - ?（英語版）、シモン・コーヘン、?（イスラエル版）、?（日本語版）
レックス・ドッグ
声 - ?（英語版）、シュムリック・テーネ、?（イスラエル版）、?（日本語版）
ラルフ・ラクーン
声 - ?（英語版）、ヨアヴ・ヘイマン、?（イスラエル版）、?（日本語版）
ヘンリエッタ・ヘッジホッグ
声 - ?（英語版）、エスティ・カルツ、?（イスラエル版）、?（日本語版）
カメリア・カウ
声 - ?（英語版）、エスティ・カルツ、?（イスラエル版）、藤咲かおり（日本語版）
ギルダ・グース
声 - エルギー・ジェイコブズ、リンダ・ラヴィッチ（英語版）、?（イスラエル版）、?（日本語版）
ハリエット
声 - ?（英語版）、?（イスラエル版）、本山友美（日本語版）
ナレーション
声 - ボビー・ラックス（英語版）、?（イスラエル版）、?（日本語版）

## エピソード
- 第7話「袋のモグラ」
- 第8話「アライグマのテスト」